# Titolo spazzatura
Un titolo spazzatura (in inglese junk bond) è un'obbligazione caratterizzata da un rendimento elevato per via dell'elevato rischio d'insolvenza del suo emittente. Tale tipo di titoli, assai diffusa nei primi anni ottanta negli USA, viene emessa da società disposte, pur di ottenere denaro, a pagare tassi di interesse elevati. L'elevato indebitamento della società emittente comporta una elevata probabilità di fallimento della stessa. Il risparmiatore rischia quindi di perdere, in tutto o in parte, il capitale versato.
I titoli spazzatura sono generalmente obbligazioni emesse da società che possiedono rating di livello speculativo, ossia inferiore alla tripla B.